# Magnus Bahne
Carl Magnus Bahne, född 15 mars 1979 i S:t Karins i Finland, är en finländsk före detta fotbollsspelare, målvakt, som senast spelade i FC Inter Åbo. Han är bror till skådespelaren Martin Bahne.
Bahne inledde sin karriär i FC Inter Åbo, för vilka han 1999 debuterade i den finska högstaligan. Året efter fick han göra sina två första landskamper för Finlands herrlandslag. Inför säsongen 2007 värvades han till allsvenska Halmstads BK. Efter att i augusti 2007 drabbats av en korsbandsskada missade han resten av säsongen samt inledningen av säsongen 2008. Trots detta nominerades han till årets målvakt på Fotbollsgalan 2007.
Magnus Bahne lämnade Halmstad BK efter säsongen i Allsvenskan 2009, Assyriska FF blev hans nya klubbadress. I Assyriska blev det bara ett år och 2011 återvände han till sin moderklubb FC Inter Åbo.